# 双坪乡 (汉阴县)
双坪乡是中国陕西省安康市汉阴县下辖的一个乡。

## 行政区划
双坪乡下辖以下行政区：
松林村、肖家坝村、双坪村、磨坝村、笔架村